# ورچک
ورچک، روستایی است از توابع بخش مرکزی شهرستان سردشت استان آذربایجان غربی ایران.

## جمعیت
این روستا در دهستان باسک کولسه قرار داشته و بر اساس سرشماری سال ۱۳۸۵ جمعیت آن ۳۱۴ نفر (۵۴ خانوار)
بوده است.